# Бекиш, Освальд-Ян Леонович
Освальд-Ян Леонович Бе́киш (бел. Освальд-Ян Лявонавіч Бекіш; 27 августа 1938, Трабы — 27 февраля 2010) — советский и белорусский учёный-иммунолог. Член-корреспондент НАН Беларуси (1996), доктор биологических наук (1973), кандидат медицинских наук (1965), профессор (1978). Заслуженный работник высшей школы БССР (1984).

## Биография
Родился в деревне Трабы в семье рабочего, в 1956 году окончил с медалью среднюю школу в Ивье. В 1956—1962 годах учился на лечебном факультете Минского государственного медицинского института, после окончания в 1965 году аспирантуры защитил кандидатскую диссертацию «Обмен витамина C при экспериментальном аскаридозе».
В 1965—1974 годах работал ассистентом кафедры биологии Минского медицинского института. В 1973 году успешно защитил докторскую диссертацию на тему «Биохимические аспекты адаптации паразита и хозяина при трихинеллезе». В 1974—2001 годах был заведующим кафедрой биологии в Витебском государственном медицинском институте (университете). С 1985 года был в должности проректора, в 1991—1998 годах — первого проректора, в 1998—2001 годах — проректора по научной работе. В 1996 году стал членом-корреспондентом НАНБ. В 2001—2010 годах — заведующий кафедрой медицинской биологии и общей генетики в Витебском медицинском университете. Умер 27 февраля 2010 года.

### Семья
Сыновья — доктор медицинских наук, профессор Владислав Янович Бекиш (родился в 1973 году), Виктор Янович Бекиш.

## Научная деятельность
Исследовал иммунобиохимические аспекты адаптации паразита и хозяина при гельминтозах. Учёный полагал, что при паразитизме гельминтов в организме хозяина происходит иммунобиологическая перестройка в виде IgE-гиперчувствительности, сопровождающаяся нарушениями в системах биологически активных веществ. Обосновал комбинированную терапию гельминтозов человека антигельминтиками вместе с нестероидными противовоспалительными препаратами, направленную на защиту его генома. Полагал, что тканевые гельминты и их личинки являются первыми ксенотрансплантатами в эволюции млекопитающих и человека, способны продуцировать собственные кортикостероиды, эйкозаноиды и другие биологически активные вещества, обеспечивая своё выживание в организме млекопитающего. Предложил способ профилактики реакции «трансплантат против хозяина» методом иммуномагнитной сепарации клеток крови и костного мозга. Выдвинул гипотезу, что метаболиты гельминтов являются мощными мутагенами, которые повреждают геном соматических и генеративных клеток хозяина.

## Организационная и образовательная деятельность
В 1975—1990 годах — член инспекционной группы Министерства здравоохранения СССР по анализу научной деятельности в регионах. Составил в 1983 году табель оборудования кафедр биологии медицинских институтов и факультетов, внедрённый в высшие учебные заведения медицинского профиля Советского Союза, разработал и ввёл в обучение новые типовые программы по медицинской биологии и общей генетике для студентов специальностей: «лечебное дело», «фармация», «стоматология», а также программы по медицинской биологии для повышения квалификации преподавателей белорусских вузов. Создал музей по медицинской биологии. Был председателем совета ВАК по защите докторских (кандидатских) диссертаций по паразитологии.
Подготовил 8 докторов и 17 кандидатов наук.
Автор 350 научных трудов, в том числе 3 монографий, 23 учебников, учебных пособий, курсов лекций, словарей, 6 патентов. Провёл 5 международных научных конференций по актуальным проблемам паразитологии (по состоянию на 2004 год).

## Награды
- Значок «Отличнику здравоохранения» (1978)[9]
- Медаль имени К. И. Скрябина (1983), медаль имени Е. Н. Павловского (1984)[8]
- Заслуженный работник высшей школы БССР (1984)[11]

Также награждён Почётными грамотами Министерства здравоохранения СССР и Республики Беларусь.

## Основные работы
Автор более 400 научных трудов.
- Бекиш О.-Я. Л. Содержание ансерина и карнозина в мышцах млекопитающих, элективно заселяемых личинками трихинелл // Медицинская паразитология и паразитарные болезни. — 1971. — Т. 40, № 4. — С. 423—425. — ISSN 0025-8326.
- Bekish O.-Y. L., Burak I. I., Kolosova M. O. Search for active compound from the group of carbamate benzimidazoles for therapy of trichinellosis // Медицинская паразитология и паразитарные болезни. — 1979. — Т. 48, № 4. — С. 32—35. — ISSN 0025-8326.
- Бекиш О.-Я. Л. Медицинская паразитология : Учеб. пособие / О.-Я. Бекиш; 1-й Ленингр. мед. ин-т им. И. П. Павлова. — Л.: ЛМИ, 1989. — 90 с.
- Бекиш О.-Я. Л., Гурина Н. С. Пособие по биологии для абитуриентов медицинских институтов. — Минск: Выш. шк., 1991. — 383 с. — ISBN 5-339-00398-1.
- Khulup G. Y., Bekish O.-Y. L., Tichonova L. V. The complex approach to acute GVHD prevention at allogeneic bone marrow transplantation (англ.) // Immunology Letters. — 1997. — May (vol. 56, no. 1—3 Part 2). — P. 462. — ISSN 0165-2478. — doi:10.1016/S0165-2478(97)88889-X.
- Panphilov A. S., Bekish O.-J. L. Updating of magnetosensitive microspheres from styrene technology for immunomagnetic cell separation (англ.) // Immunology Letters. — 1997. — May (vol. 56, no. 1—3 Part 2). — P. 462. — ISSN 0165-2478. — doi:10.1016/S0165-2478(97)88890-6.
- Bekish O.-J. L., Bekish V. J. Nematode metabolites as mutagens of somatic and generative cells of host (англ.) // Acta Parasitologica. — 2000. — Vol. 45, no. 3. — P. 244. — ISSN 1230-2821.
- Бекиш О.-Я. Л. Медицинская биология : учеб. пособие / О.-Я. Л. Бекиш. — Минск: Ураджай, 2000. — 520 с. — ISBN 985-04-0336-5.
- Бекиш О.-Я. Л. Основы медицинской паразитологии : учеб. для учащихся мед. училищ по специальности «Лаб. диагностика» / О.-Я. Л. Бекиш, В. Я. Бекиш. — Минск: Университетское, 2001. — 224 с. — ISBN 985-09-0405-4.
- Bekish O.-J. L. Tissue helminthes larvae as the first xenotransplants in mammal and human evolution (англ.) // Wiadomości Parazytologiczne. — 2001. — Vol. 47, no. 4. — P. 897—902. — ISSN 0043-5163. — PMID 16886444.
- Bekish O.-Y. L. Medical biology: Textbook for students of higher educational establishments. — Vitebsk: VSMU Press, 2003. — 346 p. — ISBN 985-466-041-9.
- Бекиш О.-Я. Л., Бекиш В. Я. Практикум по медицинской биологии и общей генетике. Учебное пособие для студентов высших учебных учреждений по специальности «стоматология». — Витебск: ВГМУ, 2003. — 262 с.
- Бекиш О.-Я. Л. Цестодозы человека / О.-Я. Л. Бекиш, В. Я. Бекиш ; М-во здравоохранения Респ. Беларусь, УО «Витебский мед. ун-т». — Витебск: Витебский мед. ун-т, 2008. — 177 с. — ISBN 978-985-466-291-6.
- Бекиш О.-Я. Л. Медицинская биология и общая генетика: учебник для студентов учреждений высшего образования по специальности „лечебное дело“: Учебник / О.-Я. Л. Бекиш, В. Я. Бекиш. — 2-е изд., испр. и доп. — Витебск: Издательство ВГМУ, 2011. — 544 с. — ISBN 978-985-466-510-8.

### На русском языке
- Национальная академия наук Беларуси: энцикл. справ. / Нац. акад. наук Беларуси, Изд. дом «Беларуская навука» ; редкол.: В. Г. Гусаков (гл. ред.) [и др.]. — Минск: Беларуская навука, 2017. — С. 58. — 599 с. — ISBN 978-985-08-2046-4.
- Республика Беларусь: Энциклопедия: В 6 т. Т. 2 / Редкол.: Г. П. Пашков и др. — Минск: БелЭн, 2006. — С. 231. — 912 с. — ISBN 985-11-0371-3.
- Памяти Освальда-Яна Леоновича Бекиша // Весці Нацыянальнай акадэміі навук Беларусі. Серыя медыцынскіх навук. — 2010. — № 2. — С. 119—120. — ISSN 1814-6023.
- Освальд-Ян Леонович Бекиш (К 60-летию со дня рождения) // Весці Нацыянальнай акадэміі навук Беларусі. Серыя біялагічных навук. — 1998. — № 3. — С. 134—135. — ISSN 1029-8940.
- Освальд-Ян Леонович Бекиш // Медицинские новости. — 2004. — № 11. — С. 36.

### На белорусском языке
- Бекіш Освальд-Ян Лявонавіч // Беларуская энцыклапедыя: У 18 т. Т. 2: Аршыца — Беларусцы / Рэдкал.: Г. П. Пашкоў і інш. — Минск: БелЭн, 1996. — С. 377. — 480 с. — 10 000 экз. — ISBN 985-11-0061-7.
- Энцыклапедыя прыроды Беларусі: У 5-і т. Т. 1. Ааліты — Гасцінец / Рэдкал.: І. П. Шамякін (гал. рэд.) і інш. — Минск: Беларус. Сав. Энцыклапедыя, 1983. — С. 258. — 575 с. — 10 000 экз.